# Jos Stelling

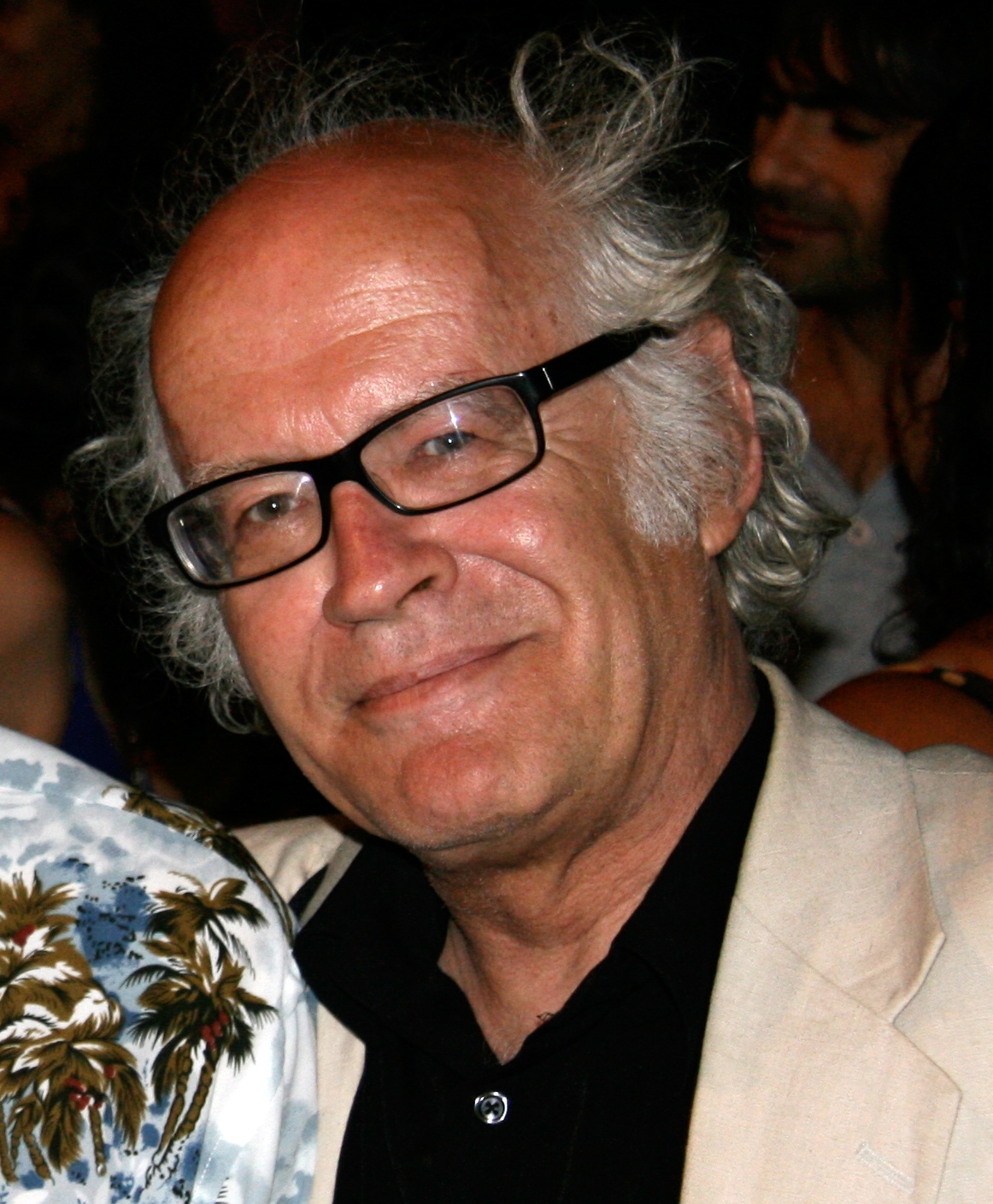
Jos Stelling

Jos Stelling (* 16. Juli 1945 in Utrecht) ist ein niederländischer Film-Regisseur, Drehbuchautor und Produzent.

## Leben
Der Autodidakt Stelling gilt als Meister des wortlosen Films: Die Figuren in seinen Geschichten werden ausführlich beobachtet und drücken sich mehr durch Mimik als durch Worte aus.
1981 begründete er das Niederländische Filmfestival (Nederlandse Filmdagen) als Festival für niederländische Regisseure.
Stelling ist Eigentümer von zwei Kinos in Utrecht.

## Preise und Auszeichnungen
Bereits 1975 wurde er beim Filmfestival in Cannes für seinen Film Mariken van Nieumeghen nominiert. Beim internationalen Filmfestival 1981 in Moskau gewann The Pretenders den goldenen Preis. 1995 war der Film Der fliegende Holländer beim Filmfestival in Venedig nominiert.

## Filmografie
- 1974: Mariken van Nieumeghen
- 1975: Elkerlyc
- 1977: Rembrandt van Rijn – Licht und Schatten (Rembrandt fecit 1669)
- 1981: De Pretenders
- 1983: Der Illusionist (De Illusionist)
- 1986: Der Weichensteller (De Wisselwachter)
- 1995: Der fliegende Holländer (De Vliegende Hollander)
- 1995: Der Wartesaal (De Wachtkamer) (Kurzfilm)
- 1999: Der Lügner (No Trains No Planes)
- 2000: The Gas Station (Kurzfilm)
- 2003: The Gallery (Kurzfilm)
- 2007: Duska
- 2012: Das Mädchen und der Tod (Het Meisje en de Dood)